# منتخب توغو لكرة القدم للسيدات
منتخب توغو لكرة القدم للسيدات (بالفرنسية: Équipe du Togo féminine de football)‏ هو ممثل توغو الرسمي في المنافسات الدولية في كرة القدم للسيدات، يديريه اتحاد توغو لكرة القدم.

## وصلات خارجية
- الموقع الرسمي